# The Gutter Twins
The Gutter Twins – rockowa formacja oparta na współpracy pomiędzy dwoma artystami, Gregiem Dullim i Markiem Laneganem. Muzyka The Gutter Twins charakteryzuje się nieco ponurym klimatem, nietypowym brzmieniem gitarowym oraz charakterystycznym niskim głosem Marka Lanegana.
Obaj muzycy działali razem od roku 2000, choć nie była to trwała forma współpracy. Za realną datę założenia zespołu The Gutter Twins uważa się 25 grudnia 2003, gdy Dulli i Lanegan zaczęli wspólnie pracować nad albumem Saturnalia.
W lipcu 2007 muzyczny serwis internetowy Pitchfork Media oświadczył, że "duet dwóch najlepszych frontmanów alternatywnego rocka" podpisał kontrakt z wytwórnią Sub Pop. Pierwszy album zatytułowany Saturnalia ukazał się dnia 4 marca 2008.